# تشافورين
تشافورين (茶風林)(اسمه الحقيقي هيروتاكا شيمازاوا (島沢弘隆 شيمازاوا هيروتاكا)) هو ممثل ياباني ولد في 4 ديسمبر 1961 في محافظة سايتاما.

## دراسته
تخرج من جامعة تويو.

## أدواره في الأنمي

### مسلسلات أنمي تلفزيونية
- المحقق كونان - المفتش ميغوري
- ماجيك كايتو 1412 - جوزو ميغوري
- بليتش - غراند فيشر
- ديث نوت - هيتوشي ديميغاوا
- جنود السايبورغ - رقم 6
- غريغوري هورر شو - غريغوري
- عندما تبكي حشرة الليل - كوراودو أويشي
- عندما تبكي حشرة الليل:الحل - كوراودو أويشي
- غوين ساغا - كآ
- جانجريف - بوب باوندماكس
- سلايرز نكست - تاريم
- إينوياشا: الجزء الأخير - التانوكي الكبير
- رؤيا إسكافلوني - الرجل الخلد
- كيكايشي - أورو
- حفيد نوراريهيون: عاصمة العفاريت - ميناغوروشي جيزو، سانموتو غوروزايمون
- بيرسونا 4 ذي أنيميشن - كلب الساحرة
- لوست يونيفرس - غورين
- كوبرا ذي أنيميشن - المهندس المسن
- تيلز أوف ذي أبيس - إييمون
- فوون إيشين دايشوغن - إي ناوسكي
- الخادم الأسود Book of Circus - البارون كيلفين
- دورارارا!! ×2 المنتصف - سيتارو ياغيري
- دورارارا!! ×2 الخاتمة - سيتارو ياغيري
- فرسان التنكاي - بيغ
- ناينتي ون دايز - دون أوركو

### أوفا أنمي
- عندما تبكي حشرة الليل:الامتنان - كوراودو أويشي

### أفلام أنمي
- سلسلة أفلام المحقق كونان
  - المحقق كونان: العد التنازلي لناطحة السحاب - المفتش ميغوري

## أدواره في ألعاب الفيديو
- دراكنغارد 3 - أوكتا
- تيلز أوف ذي أبيس - إييمون
- تيلز أوف سيمفونيا: دون أوف ذا نيو وورلد - ماغنار
- سونيك لوست ورلد - زوموم
- أسوراز راث - وايزن
- ريزدنت إيفل فيلدج  - الدوك

## أدواره في الدبلجة اليابانية
- هاري بوتر وسجين أزكابان - بيتر بيتيغرو
- بن 10 - زومبوزو
- غلي - الناظر فيغنز
- بياض الثلج والصياد - نيون
- السنافر: القرية المفقودة - بابا سنفور

## وصلات خارجية
- تشافورين على موقع IMDb (الإنجليزية)
- تشافورين على موقع ميوزك برينز (الإنجليزية)
- تشافورين على موقع قاعدة بيانات الفيلم (الإنجليزية)
- تشافورين على موقع كينوبويسك (الروسية)
- تشافورين على موقع ANN person (الإنجليزية)